# Unterschlauersbach
Unterschlauersbach is een plaats in de Duitse gemeente Großhabersdorf, deelstaat Beieren.